# Екатериновка (Матвеево-Курганский район)
Екатериновка — село в Матвеево-Курганском районе Ростовской области.
Административный центр Екатериновского сельского поселения.

## География

### Улицы
| - ул. Восточная, - ул. Гагарина, - ул. Заречная, - ул. Ленина, - ул. Мира, | - ул. Набережная, - ул. Первомайская, - ул. Почтовая, - ул. Пролетарская, - ул. Садовая, | - ул. Светлая, - пер. Ветеринарный, - пер. Казачий, - пер. Кузнечный, - пер. Мостовой, | - пер. Речной, - пер. Северный, - пер. Школьный, - пер. Южный. |

## История
Село основано в 1806 году полковником Степаном Дмитриевичем Иловайским. Первоначально имело статус хутора, который носил название Степановка. Позднее посёлок перешел к полковнику Леонову при неизвестных обстоятельствах.
Генерал-майор Степан Александрович Леонов получил в награду за службу крепостных крестьян и поселил их на берегах реки Сухой Еланчик. С 1850-х годов хутор стал называться Леонов хутор, а после смерти ― по фамилии дочери Леонова — слобода Зарудная, затем ― Екатериновка, по имени младшей дочери Леонова, которая унаследовала от отца эти земли и стала крупной помещицей. С 1870-х годов Екатериновка стала административным центром волости Екатериновской.
В его состав входили посёлки Григорьевский, Новосёловский, Николаевский. Та жили крестьяне помещиков Иловайских, Мержановых, Марьяновых. Сама слобода Екатериновка принадлежала помещикам Зарудным (после замужества Екатерина Леонова взяла фамилию мужа). В ней насчитывалось 267 дворов и около 1 500 душ.
Крестьяне содержали на свой счёт несколько школ, которые были открыты в 1899 году. В волости сеяли рожь, озимую и яровую пшеницу, просо. У подавляющего большинства крестьян земли на праве собственности не было, они арендовали её у помещиков.
Екатериновское поселение просуществовало в границах волости до 1926 года.

## Население
| 2010 |
| ---- |
| 846  |

### Известные уроженцы
- Дениченко, Исай Петрович — Герой Советского Союза.

## Достопримечательности
- Церковь Святой Екатерины.